# Züri Metzgete
Züri Metzgete, på svenska även Zürich Mästerskap, är ett tidigare schweiziskt endagslopp i cykel, som numera är ett amatörlopp. Loppet ingick tidigare i UCI Pro Tour och dessförinnan i den gamla Världscupen som UCI anordnade.
Züri Metzgete började köras 1914 då schweizaren Henri Rheinwald vann. Loppet är inte lika prestigefyllt som de "fem stora" (Milano-San Remo, Flandern runt, Paris-Roubaix, Liège-Bastogne-Liège och Lombardiet runt) men har med sin långa historia ett gott anseende. Loppet har de senaste åren varit 241 km långt. Tävlingen har hållits årligen från och med 1917, även under Andra världskriget, fram till säsongen 2007.
Tävlingen hölls inte under säsongen 2007 på grund av ekonomiska problem när organisationen inte kunde hitta tillräckligt många sponsorer och tävlingen ströks från UCI ProTour. Året därpå startade tävlingen återigen men då som amatörlopp.
Loppet brukade köras i början av maj, ofta dagen efter Rund um den Henninger Turm i Frankfurt. Starten efter Vårklassikerna innebar dock att flera av de bäst rankade cyklisterna uteblev, och inför säsongen 1988 valde organisatörerna därför att byta datum till mitten av augusti och kunde därmed locka de stjärnor som tidigare hade gjort bra ifrån sig under Tour de France. Till säsongen 2005 bytte tävlingen återigen datum, denna gång till tidig oktober.
Heiri Suter innehar rekordet i antal vinster med sex stycken i tävlingens historia. Paul Egli har vunnit tre gånger medan Gino Bartali, Fritz Schaer, Hugo Koblet, Franco Bitossi, Walter Godefroot och Johan Museeuw har vunnit Züri Metzgete två gånger vardera.
Under 1900-talets första hälft dominerades tävlingen av schweiziska cyklister, som vunnit 34 gånger under de 41 tävlingar som hölls 1914-1956. Italienaren Gino Bartali vann tävlingen 1946 när han slog rivalen Fausto Coppi, som blev omcyklad när han fixade sina tåremmar.

## Segrare
- 1914:  Henri Rheinwald (SUI)
- 1917:  Charles Martinet (SUI)
- 1918:  Anton Sieger (SUI)
- 1919:  Heiri Suter (SUI)
- 1920:  Heiri Suter (SUI)
- 1921:  Ricardo Maffeo (ITA)
- 1922:  Heiri Suter (SUI)
- 1923:  Adolf Huschke (GER)
- 1924:  Heiri Suter (SUI)
- 1925:  Hans Kaspar (SUI)
- 1926:  Albert Blattmann (SUI)
- 1927:  Kastor Notter (SUI)
- 1928:  Heiri Suter (SUI)
- 1929:  Heiri Suter (SUI)
- 1930:  Omer Taverne (BEL)
- 1931:  Max Bulla (AUT)
- 1932:  Auguste Erne (SUI)
- 1933:  Walter Blattmann (SUI)
- 1934:  Paul Egli (SUI)
- 1935:  Paul Egli (SUI)
- 1936:  Werner Buchwalder (SUI)
- 1937:  Leo Amberg (SUI)
- 1938:  Hans Martin (SUI)
- 1939:  Karl Litschi (SUI)
- 1940:  Robert Zimmermann (SUI)
- 1941:  Walter Diggelmann (SUI)
- 1942:  Paul Egli (SUI)
- 1943:  Ferdi Kübler (SUI)
- 1944:  Ernst Naef (SUI)
- 1945:  Léo Weilenmann (SUI)
- 1946:  Gino Bartali (ITA)
- 1947:  Charles Guyot (SUI)
- 1948:  Gino Bartali (ITA)
- 1949:  Fritz Schaer (SUI)
- 1950:  Fritz Schaer (SUI)
- 1951:  Jean Brun (SUI)
- 1952:  Hugo Koblet (SUI)
- 1953:  Eugène Kamber (SUI)
- 1954:  Hugo Koblet (SUI)
- 1955:  Max Schellenberg (SUI)
- 1956:  Carlo Clerici (SUI)
- 1957:  Hans Junkermann (GER)
- 1958:  Giuseppe Cainero (ITA)
- 1959:  Angelo Conterno (ITA)
- 1960:  Alfred Ruegg (SUI)
- 1961:  Rolf Maurer (SUI)
- 1962:  Jan Janssen (NED)
- 1963:  Franco Balmamion (ITA)
- 1964:  Guido Reybrouck (BEL)
- 1965:  Franco Bitossi (ITA)
- 1966:  Italo Zilioli (ITA)
- 1967:  Robert Hagmann (SUI)
- 1968:  Franco Bitossi (ITA)
- 1969:  Roger Swerts (BEL)
- 1970:  Walter Godefroot (BEL)
- 1971:  Herman Van Springel (BEL)
- 1972:  Willy Van Neste (BEL)
- 1973:  André Dierickx (BEL)
- 1974:  Walter Godefroot (BEL)
- 1975:  Roger De Vlaeminck (BEL)
- 1976:  Freddy Maertens (BEL)
- 1977:  Francesco Moser (ITA)
- 1978:  Dietrich Thurau (GER)
- 1979:  Giuseppe Saronni (ITA)
- 1980:  Gerry Verlinden (BEL)
- 1981:  Beat Breu (SUI)
- 1982:  Adri van der Poel (NED)
- 1983:  Johan van der Velde (NED)
- 1984:  Phil Anderson (AUS)
- 1985:  Ludo Peeters (BEL)
- 1986:  Acacio Da Silva Mura (POR)
- 1987:  Rolf Gölz (GER)
- 1988:  Steven Rooks (NED)
- 1989:  Steve Bauer (CAN)
- 1990:  Charly Mottet (FRA)
- 1991:  Johan Museeuw (BEL)
- 1992:  Vjatjeslav Jekimov (RUS)
- 1993:  Maurizio Fondriest (ITA)
- 1994:  Gianluca Bortolami (ITA)
- 1995:  Johan Museeuw (BEL)
- 1996:  Andrea Ferrigato (ITA)
- 1997:  Davide Rebellin (ITA)
- 1998:  Michele Bartoli (ITA)
- 1999:  Grzegorz Gwiazdowski (POL)
- 2000:  Laurent Dufaux (SUI)
- 2001:  Paolo Bettini (ITA)
- 2002:  Dario Frigo (ITA)
- 2003:  Daniele Nardello (ITA)
- 2004:  Juan Antonio Flecha (ESP)
- 2005:  Paolo Bettini (ITA)
- 2006:  Samuel Sánchez (ESP)